# Amanita muscaria var. alba
L'Amanita muscaria var. alba è la varietà albina dell'Amanita muscaria.

## Morfologia
Ciò che caratterizza questa varietà di Amanita muscaria è il fatto di essere interamente bianca: ogni parte che compone questo fungo è infatti color panna. Il cappello può avere forma convessa o piana, con cuticola color bianco ghiaccio cosparsa di verruche bianche, dalle lamelle fitte e libere, mentre il gambo è liscio dall'anello verso l'alto e fibroso al di sotto. L'anello è pendulo e liscio al tocco, la volva dissociata in verruche e la carne compatta.

### Descrizione schematizzata
- Cappello - da convesso a piano;
- Cuticola - color bianco ghiaccio cosparsa di verruche bianche;
- Lamelle - bianche, fitte e libere;
- Gambo - bianco, liscio sopra l'anello e fibroso sotto;
- Anello - bianco, pendulo e liscio;
- Volva - bianca, dissociata in verruche;
- Carne - bianca, compatta.

## Approfondimento
L'Amanita muscaria var. alba si può rinvenire più facilmente in estate od autunno nei boschi di latifoglie e conifere. La specie è rara.
L'odore ed il sapore sono trascurabili, ma la sua carne è molto velenosa.
Da prestare molta attenzione per la somiglianza con l'Amanita echinocephala, fungo commestibile di scarso valore, per la similitudine con i cappelli e le verruche.